# أحمد حامد (لاعب شطرنج)
أحمد إبراهيم حامد (12 يناير 1954-) هو أستاذ دولي مصري في الشطرنج (1987).

## مسيرة الشطرنج
من أوائل الثمانينيات وحتى نهاية التسعينيات، كان حامد أحد أبرز لاعبي الشطرنج في مصر. في عام 1987، شارك في بطولة العالم للشطرنج بين المناطق في سوبوتيتسا، حيث احتل المركز السادس عشر.
لعب حامد لصالح مصر في أولمبياد الشطرنج:
- في عام 1980، في مجلس الاحتياطي الثاني في أولمبياد الشطرنج الرابع والعشرين في لا فاليتا (+1، =0، -3).
- في عام 1984، في أول مجلس احتياطي في أولمبياد الشطرنج السادس والعشرين في سالونيك (+5، =3، -3).
- في عام 1990، في أول مجلس احتياطي في أولمبياد الشطرنج التاسع والعشرين في نوفي ساد (+3، =1، -4).
- في عام 1998، في مجلس الاحتياطي الثاني في أولمبياد الشطرنج الثالث والثلاثين في إيليستا (+3، =2، -2).

## روابط خارجية
- أحمد حامد على موقع مباريات الشطرنج (الإنجليزية)
- أحمد حامد على موقع 365Chess.com (الإنجليزية)
- أحمد حامد على موقع Chesstempo.com (الإنجليزية)
- أحمد حامد سجل أولمبياد الشطرنج على موقع OlimpBase.org (الإنجليزية)